# Албеза
Албеза (Albesa) — муніципалітет в Іспанії, у складі Комарка Ногера, у провінції Леріда, Каталонія.
У 1003 році тут відбулася битва при Албезі. Економіка здебільшого базується на сільському господарстві (фрукти, картопля, помідори), використовуючи переваги наявності acequia. Пам’ятки включають парафіяльну церкву Св. Марії (18 ст.) з ретабло 14 ст., а також залишки стародавнього замку (завойованого християнами в 1098 р.) і кількох давньоримських вілл.